# Regionalwahl in der Basilikata 1990
Die Regionalwahl in der Basilikata 1990 fand am 6. und 7. Mai statt.

## Wahlergebnis
| Listen            | Listen                                        | Stimmen | %    | Mandate |
| ----------------- | --------------------------------------------- | ------- | ---- | ------- |
|                   | Democrazia Cristiana                          | 185.409 | 47,2 | 15      |
|                   | Partito Comunista Italiano                    | 75.604  | 19,2 | 6       |
|                   | Partito Socialista Italiano                   | 70.947  | 18,0 | 6       |
|                   | Partito Socialista Democratico Italiano       | 23.918  | 6,1  | 2       |
|                   | Movimento Sociale Italiano – Destra Nazionale | 13.268  | 3,4  | 1       |
|                   | Partito Repubblicano Italiano                 | 7.683   | 2,0  | –       |
|                   | Partito Liberale Italiano                     | 5.889   | 1,5  | –       |
|                   | Lista Verde                                   | 3.722   | 0,9  | –       |
|                   | Democrazia Proletaria                         | 2.853   | 0,7  | –       |
|                   | Verdi Arcobaleno                              | 1.829   | 0,5  | –       |
|                   | Antiproibizionisti sulla Droga                | 1.476   | 0,4  | –       |
|                   | Lega Lombarda – Lega Sud                      | 631     | 0,2  | –       |
| Gesamt            | Gesamt                                        | 393.229 | 100  | 30      |
|                   |                                               |         |      |         |
| Ungültige Stimmen | Ungültige Stimmen                             | 28.502  | 6,8  |         |
| Wähler            | Wähler                                        | 421.731 | 84,9 |         |
| Wahlberechtigte   | Wahlberechtigte                               | 496.475 |      |         |